# Перша берберська війна (1801—1805)
Перша берберська війна (1801—1805), також знана як Триполітанська війна — перший з двох конфліктів між Сполученими Штатами Америки (на короткий час до них приєднався невеликий шведський флот) та північноафриканськими державами Берберського узбережжя або Магрибу (незалежним султанатом Марокко та трьома васалами Османської імперії — Алжиром, Тунісом й Триполітанією). Швеція віла війну з триполітанцями з 1800. Перша берберська війна була першою великою американською війною за межами Нового Світу та в арабському світі.

## Історичний огляд
Лицарський орден госпітальєрів, що зайняв в 1309 році острів Родос, став активно протидіяти середземноморському піратству, вносячи таким чином значний внесок у боротьбу з Османською імперією. Після багатомісячної облоги острова в 1522 році лицарі були змушені покинути Родос. У 1530 році імператор Священної Римської Імперії Карл V віддав госпітальєрам острів Мальту, таким чином намагаючись захистити Рим від ісламського вторгнення та перешкоджати контролю алжирських піратів, які нападали в цьому регіоні на європейські судна, в тому числі і на іспанські. Новостворений Мальтійський орден миттєво розгорнув широкомасштабну війну з берберійськими піратами та їхнім сюзереном — Османською імперією, стримуючи їх у всьому Середземному морі. Починаючи з XVII століття і до 1798 року Мальта служила бастіоном, що захищав Європу від берберських корсарів та піратів з Алжиру, Тунісу, Триполітанії й Марокко. Європейські держави, своєю чергою, визнаючи важливу роль Ордена, намагалися підтримувати його матеріально та зберігали з ним теплі стосунки.
Однак в 1798 році на шляху до Єгипту Мальту несподівано захопив Наполеон. Не зумівши захистити себе від цієї раптової атаки, лицарям довелося покинути укріплення острова. Таким чином, несподівано зникла одна з основних перешкод, що стримувала піратів варварського берега протягом декількох століть, чим вони і не забули скористатися.

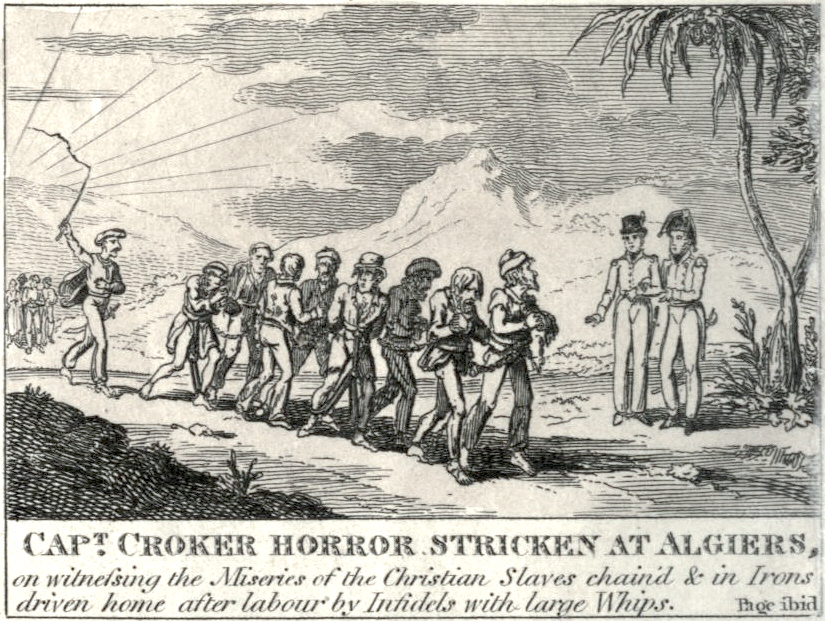
Ілюстрація 1816 року, на якій зображено рабів-християн